# Nymphon microrhynchum
Nymphon microrhynchum is een zeespin uit de familie Nymphonidae. De soort behoort tot het geslacht Nymphon. Nymphon microrhynchum werd in 1888 voor het eerst wetenschappelijk beschreven door G.O. Sars. 